# A Question of Lust
Singles de Depeche Mode
Stripped
(1986) A Question of Time
(1986)
Pistes de Black Celebration
Fly on the Windscreen - final Sometimes
A Question of Lust est le seizième single de Depeche Mode sorti le 14 avril 1986, deuxième extrait de l'album Black Celebration. C'est le second single avec Martin Gore en tant que chanteur principal après Somebody qui lui était couplé avec Blasphemous Rumours chanté par Dave Gahan, et donc le premier ne comprenant que lui en tant que chanteur principal. 
Le single a atteint la 28e place du classement britannique des meilleures ventes de single, mais il n'a pas atteint le Top 50 en France.

## Informations
A Question of Lust n'est pas à confondre avec l'autre single de Black Celebration, A Question of Time qui n'a de ressemblance avec ce single qu'une partie de son titre. Ce titre est une ballade romantique, sensuelle, très puissante qui augmente dans la tonalité au fur et à mesure de la chanson.
La face B est un instrumental appelé Christmas Island, qui tient son nom de l'île du même nom. Elle a été conçue par Martin Gore et Alan Wilder et produit par Depeche Mode eux-mêmes.
Les versions live de la chanson qui sont mises à disposition sont issues d'un concert qui s'est déroulé en 1984 à Bâle en Suisse.
Le clip musical de A Question of Lust est réalisé par Clive Richardson qui effectue son retour pour ce qui sera son tout dernier clip conçu pour le groupe. Au début du clip, l'on voit Martin en train de courir nu dans un club alors que les autres membres du groupe et du staff cachent sa nudité.

## Liste des chansons

### Vinyle 7": Mute / 7Bong11 (UK)
1. A Question of Lust – 4:29
2. Christmas Island – 4:51

### Vinyle 12": Mute / 12Bong11 (UK)
1. A Question of Lust – 4:29
2. Christmas Island (Extended) – 5:37
3. People are People (Live) – 4:21
4. It Doesn't Matter Two (Instrumental) – 2:49
5. A Question of Lust (Minimal) – 6:46

### Cassette: Mute / CBong11 (UK)
1. A Question of Lust (Flood Mix) – 5:08
2. Christmas Island – 4:51
3. If You Want (Live) – 5:16
4. Shame (Live) – 4:13
5. Blasphemous Rumours (Live) – 5:25

### CD: Mute / CDBong11 (UK)
1. A Question of Lust – 4:29
2. Christmas Island – 4:51
3. Christmas Island (Extended) – 5:37
4. People are People (Live) – 4:21
5. It Doesn't Matter Two (Instrumental) – 2:49
6. A Question of Lust (Minimal) – 6:46

### Vinyle 7": Sire / 7-28697-DJ (US)
1. A Question of Lust (edit) – 4:11
2. A Question of Lust (Robert Margouleff Remix) – 3:50

### Vinyle 12": Sire / 0-20530 (US)
1. A Question of Lust (Minimal) – 6:47
2. Black Celebration (Live) – 6:05
3. A Question of Time (Extended Remix) – 6:38
4. Something to Do (Live) – 3:50

- A Question of Lust (Minimal) est incorrectement indiqué comme A Question of Lust (Extended Version)
- Double Face A avec A Question of Time

### Vinyle 12": Intercord / INT 126.844 (L12Bong11) (Allemagne)
1. A Question of Lust (Flood Mix)" – 5:08
2. Christmas Island – 4:51
3. If You Want (Live) – 5:16
4. Shame (Live) – 4:13
5. Blasphemous Rumours (Live) – 5:30

### CD: Intercord / INT 826.841 (Allemagne)
1. A Question of Lust – 4:29
2. Christmas Island (Extended) – 5:37
3. People are People (Live) – 4:21
4. It Doesn't Matter Two (Instrumental) – 2:49
5. A Question of Lust (Minimal) – 6:46

### CD: Virgin / 30167 (France)
1. A Question of Lust (Flood Mix) – 5:08
2. Christmas Island – 4:51
3. If You Want (Live) – 5:16
4. Shame (Live) – 4:13
5. Blasphemous Rumours (Live) – 5:30

- Toutes les chansons sont écrites par Martin L. Gore, à l'exception de Christmas Island qui a été composée par Martin Gore et Alan Wilder, et If You Want qui a été écrit par Alan Wilder.